# Copy General
A Copy General (COPY GENERAL Zrt. 2013.10.31-ig COPY GENERAL Irodai Szolgáltató Kft. 2005-ig KATYA Irodai Szolgáltató Kft.) a 2000-es években Magyarország egyik legnagyobb reprográfiai üzletlánca volt. Az általa üzemeltetett üzletek fő szolgáltatásai az önkiszolgáló színes és fekete-fehér fénymásolástól és nyomtatástól, a kötészeti szolgáltatásokon keresztül a poszter- és tervrajznyomtatásig terjednek. Emellett szkenneléssel, laminálással, diplomakötéssel, szórólapok, névjegykártyák, egyéb marketing- és konferencianyagok gyártásával, gépkihelyezéssel, naptár- és bélyegzőkészítéssel is foglalkoznak. A magyarországi Copy General Zrt.-nek anyavállalata a Maryland alapított Katya LLC, amely több más európai országban – Csehország, Lengyelország, Oroszország, Horvátország, Lettország – és világszerte – Kína, Costa Rica – is alapított ilyen tevékenységű cégeket. Jelenleg Magyarországon kívül Amerikában, Csehországban, Lengyelországban és Oroszországban működik Copy General.

## Története

### Üzlethálózat
A Copy Generalt Kenneth B. Chaletzky és Paul Panitz alapította 1979-ben. Amerikában jelenleg két – Washington térségében működő – digitális nyomtatóközponttal rendelkeznek.
A rendszerváltás után, 1991-ben Közép-Európa országaiban is nyitottak irodákat, ekkor indult első magyarországi fénymásolószalonjuk is. A cég indulását követő években gyorsan fejlődött, és 2012-re Magyarországon öt üzletet működtet Budapesten. Csehországban hét (öt Prágában, egy Plzeňben és egy Brnóban), Lengyelországban négy (mindegyik Varsóban), Oroszországban egy üzletük van (Moszkvában).

### Üzletpolitika
Jelenleg két üzletet és egy központi nyomdát működtet a cég Budapesten. A központi nyomdában (más néven Production Centerben) készülnek a zömében nagy példányszámú megrendelések, amellyel nem titkoltan a  ügyfelek igényeit hivatott kiszolgálni a magyarországi Copy General. Az utóbbi években a cég egyre nagyobb hangsúlyt fektet az innovációkra és több olyan szolgáltatással is rendelkezik, amely új a piacon és kifejezetten egy-egy célcsoport számára fejlesztettek ki (pl.: építészek, mérnökök stb.).

## Ügyvezetők
- Paul Panitz (1991–?)
- ifj. Duda Ernő (1992–1996)
- Kálmán Tibor (1996–2000)
- Patrick Snodgras (2000–2003)
- Bagin Károly (2003–2009)
- Roman Petr (2009)
- Erdei Gyöngyvér (2009–2013)
- Szabados Zsolt (2011–2012)
- Gergely Szabolcs (2012–)